# Carretera Estatal de Idaho 61
La Carretera Estatal de Idaho 61, y abreviada SH 61 (en inglés: Idaho State Highway 61) es una carretera estatal estadounidense ubicada en el estado de Idaho. La carretera inicia en el sur desde la WY 89  hacia el norte en la US 89     en Geneva. La carretera tiene una longitud de 1,2 km (0.740 mi).

## Mantenimiento
Al igual que las autopistas interestatales, y las rutas federales y el resto de carreteras estatales, la Carretera Estatal de Idaho 61 es administrada y mantenida por el Departamento de Transporte de Idaho por sus siglas en inglés ITD.